# Джон Фіцджеральд Кеннеді
Джон Фі́цджеральд Ке́ннеді (англ. John Fitzgerald Kennedy, відомий також як JFK; 29 травня 1917, Бруклайн, штат Массачусетс, США  — 22 листопада 1963, Даллас, штат Техас) — американський політик, військовий ірландського походження, 35-й президент Сполучених Штатів Америки від Демократичної партії. Представник сімейства Кеннеді, син Джозефа Патріка Кеннеді та Рози Кеннеді, старший брат Роберта, Едварда, Розмарі, Юніс, Патриції та Джин Кеннеді.
Обраний до Палати представників 1946 року, через 6 років — до Сенату. 1961 року став другим наймолодшим президентом в історії Сполучених Штатів (після Теодора Рузвельта) та наймолодшим обраним на цю посаду. Перший римо-католик — президент США. Перший американський президент, що народився у XX столітті. Став єдиним президентом США, що отримав Пулітцерівську премію. Загинув унаслідок замаху на життя 22 листопада 1963 року.

## Родина Кеннеді
Народився 29 травня 1917 в сім'ї Кеннеді в Бруклайні, штат Массачусетс.
Батько — Джозеф Патрік Кеннеді (6.09.1888 — 18.11.1969) — американський політик, бізнесмен, інвестор, посол Сполучених Штатів Америки в Сполученому Королівстві.
Мати — Роуз Елізабет Фіцджеральд Кеннеді(22.07.1890 — 22.01.1995), американська філантроп, фактична матріах клану Кеннеді.
Брати: Роберт (20.11.1925 — 6.06.1968), Едвард (22.02.1932 — 25.08.2009), Джозеф Патрік (1915—1944).
Сестри: Розмарі (13.09.1918 — 7.01.2005), Кетлін (1920—1948), Юніс (10.07.1921 — 11.08.2009), Патріція (6.05.1924 — 17.09.2006), Джин (20.02.1928 — 17.06.2020).
Дружина — Жаклін (28.07.1929 — 19.05.1994).
Діти: Керолайн (27.11.1957), Араббела (1956—1956), Джон (1960—1999), Патрік (1963—1963).

## Дитинство і сім'я
Джон Фіцджеральд Кеннеді народився о 3-й годині ночі 29 травня 1917 року в місті Бруклайн, штат Массачусетс. Його назвали на честь Івана Богослова та діда по матері. Він походив з багатої ірландської сім'ї, в якій було дев'ять дітей. Його батько, Джозеф Кеннеді (1888—1969), був відомим політиком, близьким радником президента Франкліна Рузвельта, послом США у Великій Британії (1938—1940). Мати — Роуз Елізабет Фіцджеральд (1890—1995), була найстаршою дочкою мера міста Бостон Джона Френсіса Фіцджеральда (1863—1950). Усі четверо його бабусь та дідусів були дітьми іммігрантів з Ірландії.
У сім'ї Джона називали «Джеком». Він мав троє братів: Джозефа «Джо», який загинув під час Другої світової війни, Роберта «Боббі» та Едварда «Теда». Двоє останніх пішли у політику та підтримували Джона під час його президентської каденції. Також він мав п'ять сестер: Роз Мері (1918—2005), Кетлін Агнес (1920—1948), Дженіс Мері (1921—2009), Патрицію Гелен (1924—2006) та Джин Енн (1928-2020).
Незабаром після народження Джона його родина переїхала на Абботсфорд-роуд, де він почав відвідувати школу «Декстер», у якій, серед протестантської більшості, учнями-католиками були лише він сам та його брат Джозеф. Джон зростав доволі слабким, що було пов'язано з його численними хворобами у дитинстві.

### Освіта
У 1927 році велика сім'я Кеннеді здійснила черговий переїзд — тепер до Нью-Йорка, у район Рівердейл, згодом — у Бронксвіль. У селищі Гаянніс Порт, штат Массачусетс, у Кеннеді-батька залишився родовий маєток. Там Джон і почав відвідувати школу Рівердейл-Кантрі.
Восени 1930 року 13-річного Джона Кеннеді віправили до католицької школи Кентерберрі, місто Нью-Мілфолд, штат Коннектикут. Там він скаржився на жорсткий режим школи та значну кількість релігійного виховання. Майже весь навчальний рік Джон провів у лікарні, продовжуючи страждати від численних хвороб. Внаслідок цього практикував домашню освіту, але продовжував займатися спортом, зокрема баскетболом, легкою атлетикою та бейсболом.
Вже у 14-річному віці Джон пішов на навчання до Школи Чоут у місті Воллінгфорд, штат Коннектикут. Мав репутацію незібраного та несерйозного учня, входив у так званий «клуб Макерів», члени якого виконували непристойні пісні про викладачів та адміністрацію закладу, а оцінки його були не надто високими. З усім тим, його виключили і він закінчив її, хоч і не надто успішно.
Після отримання середньої освіти Джон вирішив продовжити навчання. 1935 року він здійснив спробу вступити до Гарвардського університету, але наприкінці серпня того ж року забрав документи і вирушив до Лондонської школи економіки та політичних наук. Через чергові проблеми зі здоров'ям, повернувся до США і на пів року був зарахований до Принстонського університету.
У серпні 1936 року, після чергової госпіталізації, Кеннеді вдруге подав документи до Гарвардського університету та був зарахований. У Гарварді Джон продовжував активні заняття спортом, читав багато літератури, набагато більше уваги приділяв навчанню. Після літніх канікул 1937 року, впродовж яких відвідав багато країн Європи, зокрема Німеччину та Італію, Кеннеді почав серйозно цікавитися історією та політологією, також став брати активну участь у студентській громаді. 1940 року закінчив університет з відзнакою у сфері міжнародних відносин.
Саме перед війною здійснив турне країнами Східної та Центральної Європи, а також Близьким Сходом, зокрема відвідав СРСР, Чехо-Словаччину та Балкани. Початок Другої світової війни застав його у Лондоні.

## Військова служба (1941—1945)

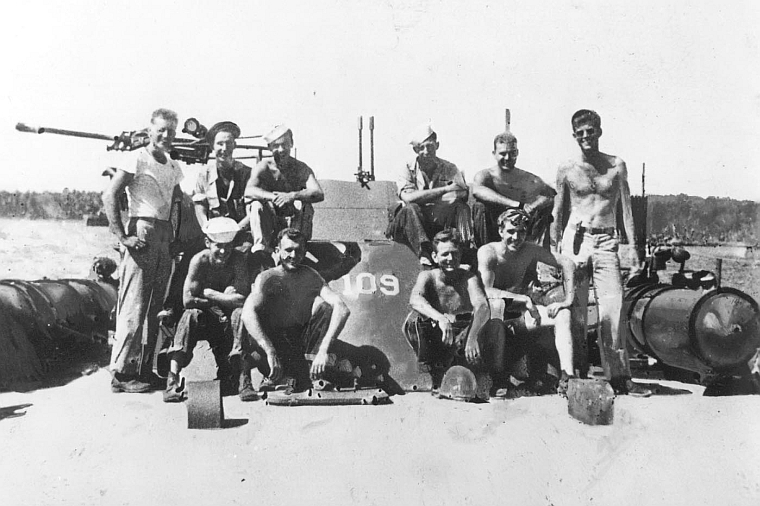
Джон Кеннеді (стоїть праворуч) і екіпаж торпедного катера «PT-109»

Внаслідок проблем зі здоров'ям, «Джека» не призвали на військову службу. Але, завдяки наполяганням та впливу свого батька, Джон Кеннеді почав службу у ВМФ США у вересні 1941 року. Брав участь в бойових діях на Тихому океані. Кеннеді отримав звання лейтенанта і став капітаном торпедного катера «PT-109».
2 серпня 1943 року японський есмінець «Амагірі» протаранив і розрізав торпедний катер «PT-109» навпіл, під час патрулювання у Соломоновому морі. Кеннеді внаслідок удару був перекинутий через палубу, що завдало йому травми — відбулось пошкодження хребта. Кеннеді врятував 11 з 13 своїх моряків. Він залишався в морі протягом 4 годин, для того, щоб підтримувати життя деяких своїх товаришів, які отримали тяжкі опіки. Тримаючись за колоду, морякам вдалось допливти до острова, який був за 5 кілометрів. За декілька днів проживання на острові команді зустрілися двоє тубільців. На кокосовому горіху Кеннеді вирізав ножем: «Тубільці знають місце. 11 живі. Кеннеді». Аборигени доставили напис на горіху до гори Рендову, через два дні американський торпедний катер прибув на порятунок. За цей геройський вчинок Джона нагородили Медаллю ВМС та Корпусу морської піхоти, а також про це було надруковано у «Нью-Йорк Таймс». Так він став улюбленцем американців та героєм війни. До речі, у день своєї інавгурації, Кеннеді отримав листівку з Японії, підписану усіма членами екіпажу есмінця «Амагірі», у якій вони його вітали з обранням на посаду Президента США.

## Початок політичної кар'єри
Після закінчення Другої світової війни, Джон бажав стати журналістом, тому він влаштувався на роботу в одну з газет. Але у його батька були інші плани щодо сина. 1946 року Джон почав передвиборчу боротьбу за місце у Палаті представників Конгресу США у Бостоні, штат Массачусетс. Завдяки підказкам батька, Джон повторював у кожному виступі історію свого подвигу в південній частині Тихого океану, розповідав про героїчну загибель свого старшого брата Джо (пілота ВПС Сполучених Штатів Америки під час Другої світової війни) над протокою Ла-Манш у серпні 1944 року, чим забезпечив собі широку підтримку електорату. Навіть його мати Роза забезпечувала зростання популярності сина, запрошуючи на чай дружин політиків з передвиборчого оточення Джона. Так створювався образ дружньої, люблячої сім'ї, що сприяло збільшенню популярності Кеннеді. Його батько витрачав величезні суми грошей для підтримки політичних союзників сина. У грудні 1946 року Джон став депутатом Палати представників від Демократичної партії. Пізніше він переобирався ще 2 рази.
Тільки перед початком балотування у Сенат Джон став приділяти більше уваги своїй політичній програмі та проявляти зовнішню активність. Щоб заявити про себе на міжнародній арені, Джон вирушив у подорож країнами світу, зустрівшись з президентом Югославії Йосипом Брозом Тіто, з Папою Римським Пієм XII, з ізраїльським прем'єр-міністром Давидом Бен-Гуріоном, прем'єр-міністром Індії Неру та іншими лідерами. 1952 року він почав свою передвиборчу боротьбу за місце в Сенаті від штату Массачусетс і переміг. Це було початком його боротьби за президентський пост.
12 вересня 1953 року Кеннеді одружився з Жаклін Був'є, відомою законодавицею мод, фотокореспонденткою газети «Вашингтон Таймс». Вони познайомились на весіллі спільного знайомого, коли Джон ще не був сенатором, а Жаклін навчалася в університеті. В шлюбі Жаклін народила четверо дітей, з яких двоє померли невдовзі після пологів; вижили дочка Керолайн і син Джон, який загинув в авіакатастрофі у 1999 році. У шлюбі прожили трохи більше 10 років, поки Джона не вбили. Згодом Жаклін одружилася з Аристотелем Онассісом.

## Передвиборчі перегони

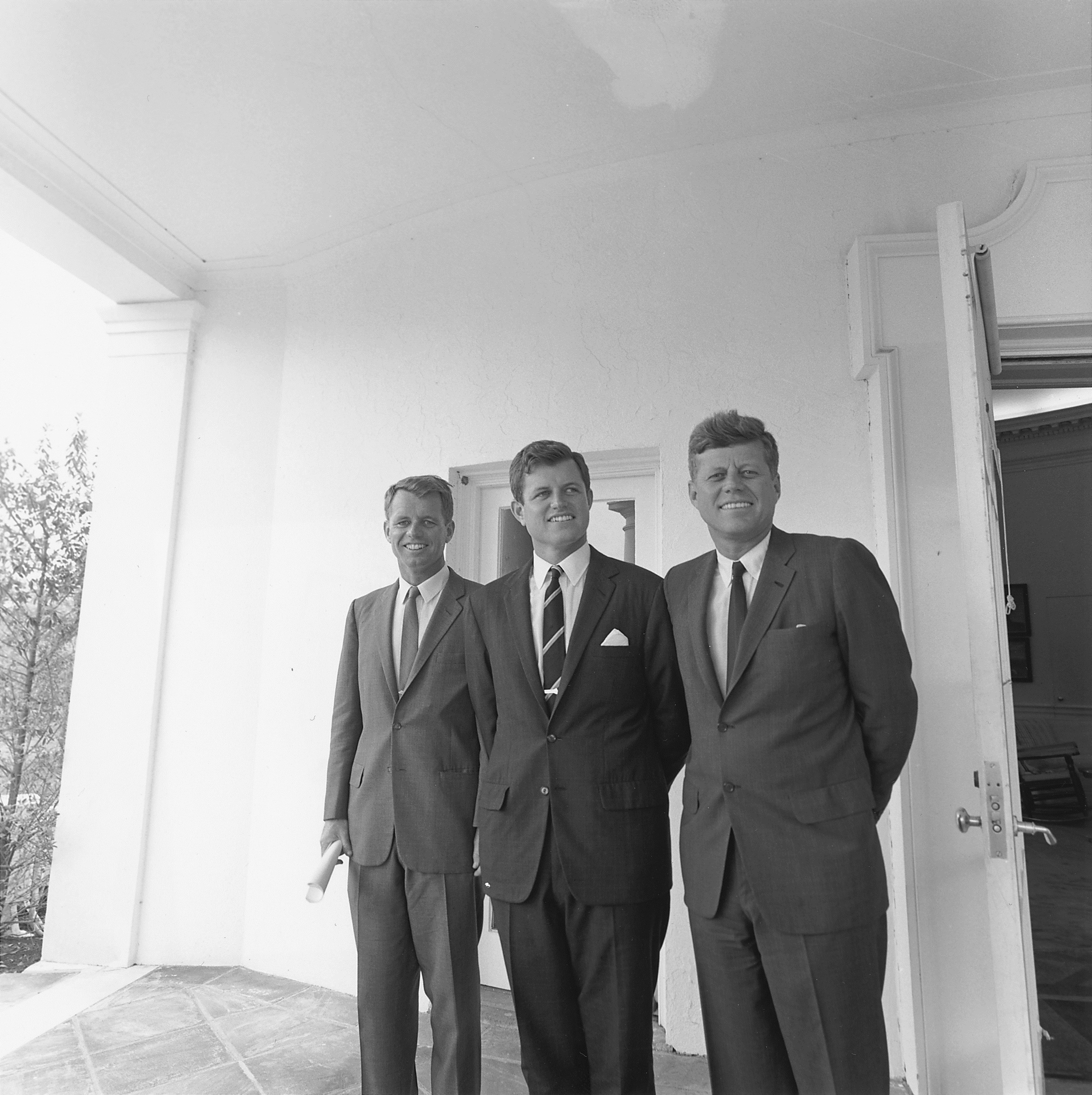
Роберт, Едвард і Джон Кеннеді

Ставлення до Джона в його рідній партії було неоднозначним. Старші діячі, такі як Ліндон Джонсон, не підтримували його, стверджуючи, що він у Сенаті за багато років не зробив нічого значного.
На початку своєї політичної кар'єри Кеннеді дуже гостро реагував на амбіційність батька та його постійні поради заявляючи:
|  | Мій батько, як черевомовець, а я — маріонетка у його руках. |

Але з часом він втягнувся у політичну гру, і думка про президентство перестала його лякати. Навіть більше, Джон захотів стати президентом. Спочатку, він намагався стати кандидатом у віцепрезиденти від демократів на майбутніх президентських виборах, але місце віддали сенатору від штату Теннессі Естесу Кевоферу. Після цієї поразки він відвідав 150 міст у рамках кампанії підтримки кандидата від демократів Едлая Стівенсона. На президентських виборах 1956 року республіканець Ейзенхауер переміг Стівенсона, але брати Кеннеді набралися чималого досвіду передвиборчої боротьби.
У січні 1960 року Кеннеді офіційно заявив про свій задум балотуватися у президенти США. Для цього йому потрібно було висунути свою кандидатуру на з'їзді Демократичної партії. Кеннеді, не маючи достатніх зв'язків і підтримки з боку серйозних політиків, став часто з'являтися у телепрограмах, виступати на радіо, широко використовував засоби масової інформації для прямого спілкування з народом.

### Кеннеді проти Ніксона

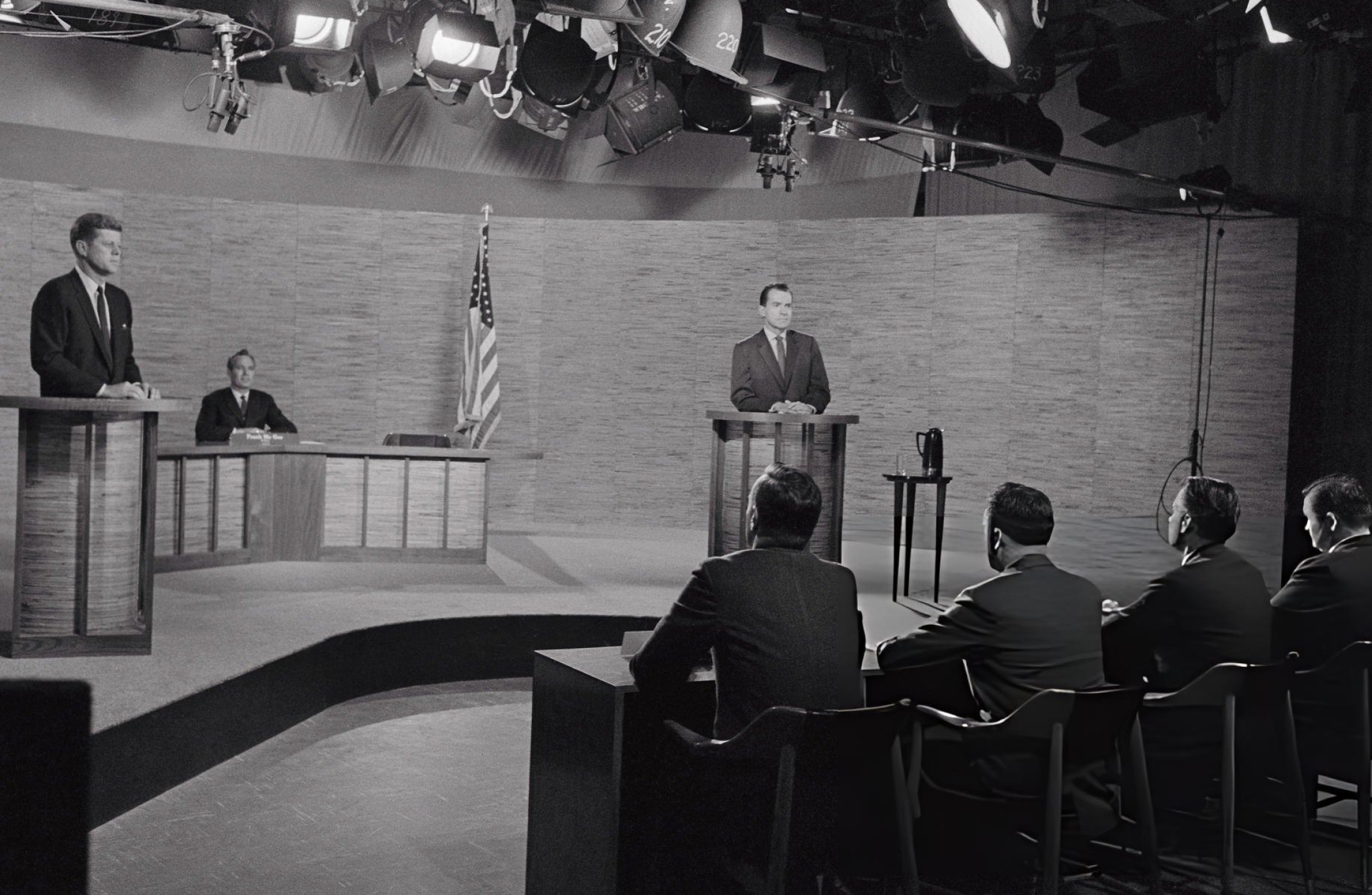
Теледебати з Ніксоном під час президентської кампанії 1960

Активна політика щодо американських ЗМІ посприяла повній перемозі Кеннеді на виборах над своїми конкурентами — Г'юбертом Гамфрі та Ліндоном Джонсоном, отримавши 14 липня на праймеріз Демократичної партії майже вдвічі більше голосів, ніж його конкуренти. Таку ж стратегію проводили і під час президентських виборів. Джон, вступивши у боротьбу з республіканцем Річардом Ніксоном, завжди з'являвся перед телекамерами, передаючи глядачам свої думки та пропозиції.
На виборах 1960 року основна боротьба за президентський пост точилася між демократом Джоном Кеннеді та республіканцем Річардом Ніксоном. Кеннеді було 43 роки, а Ніксону — 46 років. Обидва почали політичну кар'єру в 1946 році. У Сенаті їхні кабінети знаходилися поряд, тому стосунки між ними склались непогані. Коли у 1954 році Кеннеді переніс операцію на хребті, він отримав від Ніксона кошик з фруктами та побажання найшвидшого одужання.
Але вони дуже відрізнялись. Джон був сином мультимільйонера, його кар'єра складалася легко, а успіхи Ніксона — результат його кропіткої праці. Під час правління президента Ейзенхауера Ніксон займав пост віцепрезидента. Він 8 років був у політиці, тому вважався беззаперечним фаворитом виборів 1960 року. На початку передвиборчої кампанії шальки терезів показували перевагу Ніксона над Кеннеді. Все вирішили прямі теледебати кандидатів. Ніксон, поводячи себе скуто та нервово, не отримав симпатій з боку глядачів. Позитивний Кеннеді сподобався виборцям більше, ніж серйозний Ніксон.
Нарешті, 8 листопада 1960 року, Джон Кеннеді переміг з надзвичайно малою різницею голосів, а саме, 34 млн 220 тис. 984 голоси за Кеннеді проти 34 млн 108 тис. 157 голосів за Ніксона. Сполучені Штати вперше за свою історію обрали президента-католика ірландського походження.

## Президент

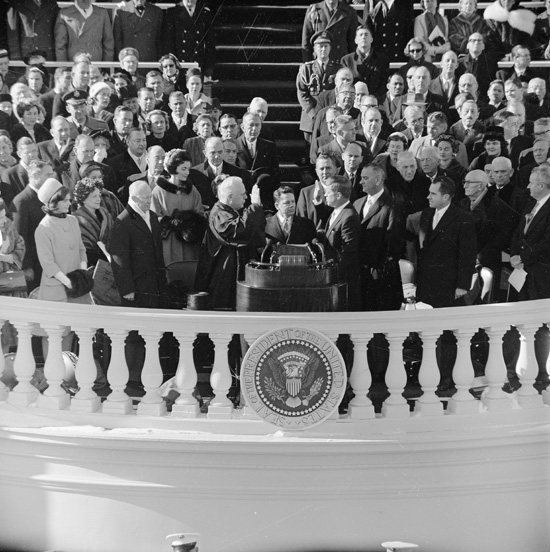
Джон Кеннеді складає присягу американському народові, 20 січня 1961 року

20 січня 1961 року Джон Кеннеді склав присягу і став, таким чином, 35-м президентом США. Хоча церемонія інавгурації проходила у сильний мороз, промова Джона Кеннеді була досить емоційною. Новообраний Президент США закликав своїх громадян бути активними, сказавши: «Не запитуйте, що Ваша держава може зробити для Вас, запитуйте, що Ви можете зробити для Вашої держави». Також він закликав народи світу об'єднатися, щоб побороти «спільних ворогів людства: тиранію, бідність, хвороби та війну як таку».
Спершу Кеннеді потрібно було сформувати нову адміністрацію, тобто призначити близько 1200 чиновників разом із членами уряду. Він відразу став призначати на високі посади людей, які бажали з ним співпрацювати. До того ж Кеннеді вирішив заспокоїти республіканців, тому на своїх місцях залишилися Аллен Даллес (голова ЦРУ) та Едгар Гувер (голова ФБР).
Демократ Кеннеді, на відміну від республіканців і колишньої адміністрації президента Ейзенхауера, зібрав у Білому домі команду з молодих, освічених та амбіційних людей. Вони склали штат радників президента, а також зайняли декілька важливих посад. Віцепрезидентом, за підсумками з'їзду Демократичної партії, став Ліндон Джонсон, який не дуже комфортно почувався у команді президента. Відносини між Джонсоном та Кеннеді складалися непрості.
Новий уряд США відразу ж намагався реалізувати передвиборчі обіцянки президента. Кеннеді заявив: «Ми стоїмо на порозі нових рубежів!»

### Внутрішня політика
Молодому урядові та Кеннеді потрібно було розв'язати питання зовнішньої політики, досліджувати науку та космос, розв'язувати проблеми, що назріли в американському суспільстві. На початку 1960-х років у Сполучені Штати прийшов період реорганізації та змін. У економіці з'явився спад, що негативно позначилося на суспільному настрої. Було очевидно, що Америка потребувала нового лідера, який би зміг правити країною в нових умовах. А політика «нових рубежів» передбачала проведення реформ у всіх основних сферах життя, зокрема - в освіті та охороні здоров'я; розв'язання таких гострих проблем, як безробіття, житлове питання, расова дискримінація. Припускали значно розширити космічну програму Сполучених Штатів заради того, щоби побороти відстань від СРСР.

#### Економіка
Прихід Кеннеді до влади збігся у часі із фазою циклічного підйому в економіці. Однак президенту та його адміністрації довелося зіткнутися із певними економічними ускладненнями. Зокрема, державний бюджет США 1961 року був першим дефіцитним бюджетом в історії економіки Штатів, не враховуючи роки війни та періодів економічних криз. До весни 1962 року ситуація ускладнилась ще й тим, що рівень безробіття, який перед цим стрімко спадав, зупинився на позначці у 5,5 %, а в травні цього ж року відбулося найбільш різке з часів Великої депресії падіння курсу акцій на біржі. Однак, поступово ситуацію вдалося владнати, і вже державний бюджет США 1962 року був першим в історії країни, що сягнув позначки у більш ніж 100 млрд доларів. Зростання ВВП у період президентства Кеннеді досягло в середньому 5,5 % на рік, водночас вдалося знизити рівень безробіття за умови, що інфляція не перевищувала 1 % на рік. Промислове виробництво зростало на 15 %, а продажі транспортних засобів — на 40 % на рік. Такий рівень зростання цих показників продовжувався до 1969 року й так і не був повторений впродовж такого довгого періоду.
Також Адміністрація президента вступила в конфлікт зі сталеливарними компаніями на чолі з Юнайтед Стейтс Стіл Корпорейшн (англ. United States Steel Corporation), які, попри наполягання адміністрації, змусила перед цим профспілки сталеливарників обмежити свої вимоги щодо підвищення заробітної плати рамками «орієнтирів», демонстративно пішли на стрімке підвищення цін на сталь. Тільки залучивши усі важелі тиску, Білому дому вдалося домогтися скасування цього рішення ціною погіршення відносин із монополіями. Кеннеді досягнув цієї найближчої мети, але втратив підтримку промислових кіл. Наприклад, у січні 1963 року Кеннеді направив Конгресу програму скорочення податків з прибутків корпорацій (з 52 до 47 %) та зниження ставок податку на прибуток з громадян (з 20-91 до 14-65 %) на загальну суму близько 10 млрд доларів, за фактичної відмови від податкової реформи. Коли ж Кеннеді спробував провести через Палати Конгресу закон про зниження податків, щоб стимулювати накопичення і пожвавити економіку, консервативні республіканці позбавили його будь-якої надії на прийняття закону, який створює бюджетний дефіцит. Одночасно він обіцяв скоротити витрати держави на соціальні потреби і збалансувати федеральний бюджет.

#### Громадянські права
Заява президента Кеннеді про «політику нових рубежів» підсилила боротьбу темношкірих за рівні громадянські права з білими. Президент розумів, що його підтримка афро-американського руху призведе до вагомого зниження його популярності у південних штатах, де расова дискримінація була особливо сильною. Але він розумів, що рух за рівноправність буде лише збільшуватись. Кеннеді розраховував на те, що його віцепрезидент Джонсон, який був більш консервативним та поміркованим, дозволить зберегти традиційний електорат на Півдні США. Він вирішив йти за моделлю Лінкольна і пішов на рішучі кроки. 1963 року, після того, як більш ніж 200 тисяч людей здійснили марш протесту у Вашингтоні та священник Мартін Лютер Кінг провів свою знамениту промову про мрію, Кеннеді подав на розгляд Сенату законопроєкт про громадянські права, який проголошував незаконною будь-яку расову дискримінацію.

#### Космічна програма

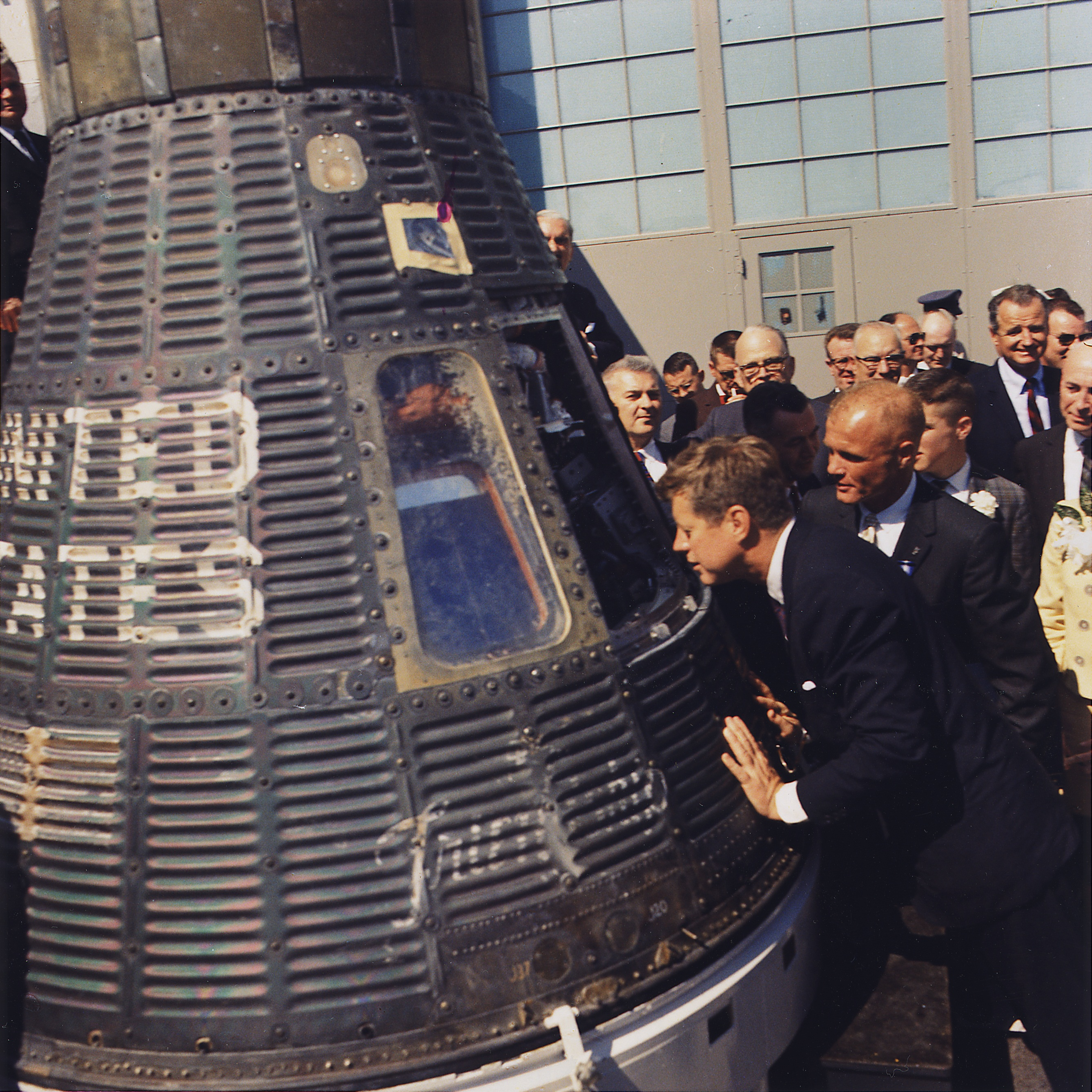
Президент Кеннеді перевіряє капсулу космічного корабля Меркурій разом із астронавтом Джоном Гленном

Програма «Аполлон» була задумана на початку 1960 року ще за часів адміністрації Ейзенхауера як продовження космічної програми «Меркурій». У той час, коли НАСА знаходилась у фазі активного складання майбутньої програми, її фінансування ще не було затвердженим через опозицію у владних колах. Із приходом до влади Кеннеді, його радники заявили про надзвичайну дорожнечу реалізації проєкту польоту людини на Місяць, але Кеннеді відклав розв'язання питання.
Джон Кеннеді призначив Головою Державної Ради з питань космосу Ліндона Джонсона, оскільки той був переконаним прихильником американської космічної програми, а також під час роботи у Сенаті боровся за створення НАСА. 1961 року Кеннеді запропонував Радянському Союзу співробітництво у питанні дослідження космосу. Однак тодішній перший секретар КПРС Микита Хрущов відмовився.
Кеннеді дуже прагнув досягнути лідерства Сполучених Штатів у космічних перегонах із СРСР, виходячи із міркувань стратегії та престижу. Для цього Кеннеді втричі збільшив бюджет НАСА. Він вперше оголосив про фінальну мету програми, а саме висадку людини на Місяць в промові на спільному засіданні Конгресу 25 травня 1961 року. 1962 року Ліндон Джонсон заявив про те, що очікувані витрати від програми досягнуть позначки близько 40 млрд доларів, однак зазначив про важливість проєкту також і для зміцнення військового потенціалу США. Такий крок мав довгострокові наслідки: різко активізувались розробки в області високих технологій, які підготували умови для початку ери комп'ютерів.
Останньою спробою залучити Радянський Союз до співпраці у сфері дослідження космосу була промова Джона Кеннеді у 1963 році перед ООН, однак Хрущов знову відмовився. 20 липня 1969 року, майже через 6 років після загибелі Кеннеді, посадковий модуль «Аполлона-11» приземлився на поверхню Місяця, а Ніл Армстронг став першою людиною, що ступила на поверхню супутника Землі.

### Зовнішня політика
Кеннеді значно збільшив військові витрати США, що було пов'язане з тим, що у середині 20-го століття у країнах Африки та Азії широко розгорнулись національно-визвольні рухи. Для протидії впливу комуністів у цих регіонах команда Кеннеді розробила низку економічних та військових заходів. У березні 1961 року був створений Корпус миру для роботи американських добровольців у країнах, що розвиваються. При цьому передбачалося вести локальні та антипартизанські війни з використанням ядерних та звичайних озброєнь. Все це призвело до загострення міжнародної ситуації.

#### Куба
Одним із прикладів таких загострень став інцидент у бухті Кочинос. Ще уряд Ейзенхауера розробив план озброєного нападу на Кубу для повалення уряду Фіделя Кастро. ЦРУ підготувало та озброїло кубинських емігрантів для висадки на «Острів Свободи». Американці чекали лише зручного приводу для нападу, але він так і не з'явився.
Після вступу на посаду президента Кеннеді, 20 січня 1961 року голова ЦРУ А. Даллес та Р. Біссел ознайомили його із планом десантної операції, що була спланована ще попередньою адміністрацією («операція Тринідад»), але президент вказав, щоб план ретельно вивчили і дослідили спеціалісти Пентагону. 26 січня було затверджено змінений варіант плану операції, який передбачав збільшення кількості військ десантників та надання їм додаткового озброєння та оснащення.
У березні 1961 року з кубинців-емігрантів, які були категорично незадоволені режимом Кастро, було сформовано «Кубинську революційну раду», що мала стати майбутнім урядом, до складу якої увійшли Хосе Міро Кардона, Мануель А. Верона та Мануель Рей.
3 квітня 1961 року Держдепартамент США видав т. зв. «Білу книгу», яка мала на меті заплямувати репутацію уряду Куби та позбавити його міжнародної підтримки, а також створити теоретичне підґрунтя майбутньому вторгненню. Вже 4 квітня було затверджено остаточний варіант плану вторгнення («Operation Zapata»). Кеннеді дав згоду на відкрите вторгнення на Кубу, але з умовою, що в операції не братимуть участь американські війська.
17 квітня 1961 року підрозділ кубинських емігрантів виконав заплановану висадку у південно-західній частині Куби, у затоці Кочинос, але за 3 дні їх було розгромлено. Провал операції викликав значний міжнародний резонанс. У Каїрі, Джакарті, Ріо-де-Жанейро та у Лімі демонстранти намагались штурмувати дипломатичні місії Сполучених Штатів.
На засіданні ООН представники 40 країн засудили агресію США проти Куби. Уряд Радянського Союзу направив Сполученим Штатам ноту протесту із закликом вжити заходів задля припинення агресії проти Куби. Дії США лише підштовхнули Кастро до зближення з Радянським Союзом і прийняття ним соціалістичного шляху розвитку Куби.

#### Карибська криза
Уже друге десятиліття тривала «холодна війна» між СРСР та США. Відносини між двома країнами особливо на початку 1960-х років різко загострилися. Через три місяці після проголошення на Кубі соціалістичної демократії, Німецька Демократична Республіка, за «порадою» СРСР, почала будівництво стіни навколо Західного Берліна з метою зупинити неконтрольований перехід німців зі Східної у Західну Німеччину.
У 1962 році американські літаки-розвідники, здійснюючи регулярні польоти над територією Куби, знайшли там ракетні установки середнього радіуса з ядерними боєголовками. Це повідомлення призвело до паніки в Америці. Почалась Карибська криза. 16 жовтня Джон Кеннеді провів позапланове зібрання Ради національної безпеки США. З'явилась ідея негайно знищити ракети за допомогою авіації, але це би спричинило удар СРСР по Америці і таким чином спричинило би початок ядерної війни. Хоча 18 жовтня у Пентагоні й почалася підготовка до авіаційних нападів на Кубу, наступного дня Кеннеді запропонував ввести морську блокаду острова. Ввечері 22 жовтня 1962 року президент Кеннеді у телевізійному виступі заявив про присутність радянських ракет з ядерними боєголовками на Кубі й заявив про початок військово-морської блокади острова.
Через 2 дні 180 військових кораблів вийшли у Карибське море, щоб закрити радянським кораблям дорогу до Куби. Кубинський лідер Фідель Кастро заявив Микиті Хрущову про майже неповоротність збройного зіткнення з США. Почалась «війна нервів». 26 жовтня радянський керівник запропонував Кеннеді пошукати можливості для мирного урегулювання конфлікту. У вирішальний момент обидві сторони пішли на компроміс: 28 жовтня після довгих переговорів Хрущов згодився на вивід радянських ракет при умові повного невтручання США у внутрішні справи Куби. Із 29 жовтня почався вивіз радянськими кораблями демонтованих ракетних установок з острова.
Вважають, що одним з факторів мирного закінчення кризи було те, що Кеннеді дуже подобався бестселер Барбари Такман «Серпневі гармати» про події початку Першої світової війни. Він заохочував членів свого кабінету прочитати цю книгу та хотів, щоб її прочитав «кожен офіцер в армії». Секретар Генштабу армії розіслав копії книги у кожну американську військову базу у світі.
У 1963 році Радянський Союз та США уклали «договір гарячої лінії», який мав у собі можливість прямого діалогу керівників цих країн за необхідністю. У серпні того ж року був підписаний Московський договір між Великою Британією, СРСР та США про заборону випробувань ядерної зброї у трьох середовищах — у атмосфері, у космосі та під водою.

#### Договір про заборону ядерних випробувань
Занепокоєні небезпеками радіоактивного забруднення і розповсюдження ядерної зброї, Кеннеді і Хрущов погодилися вести переговори щодо договору про заборону ядерних випробувань, який спочатку був задуманий в 1956 році у рамках президентської кампанії кандидата від Демократичної партії Е. Стівенсона. Під час Віденської зустрічі в червні 1961 року, Хрущов і Кеннеді досягли неофіційної згоди щодо заборони ядерних випробувань, але у вересні того ж року Радянський Союз почав чергові випробування власної ядерної зброї. Сполучені Штати відповіли на це проведенням аналогічних випробувань п'ять днів по тому. Незабаром після цього, нові американські супутники зробили знімки, які показали, що СРСР був істотно позаду США у перегонах озброєнь. Однак, перевага у кількості ядерних озброєнь не мала жодного значення до того, поки СРСР прагнув досягти ядерного паритету.
У 1963 році Кеннеді ініціював відновлення переговорів щодо укладання подібного договору. На початковому етапі переговорів був присутній сам Хрущов, пізніше він передав свої повноваження у переговорах Андрієві Громику. Згодом стало зрозумілим те, що повної заборони на ядерні випробування не буде досягнуто, переважно через небажання радянської сторони допускати іноземні інспекції для перевірки дотримання умов договору.
У підсумку, Сполучені Штати, Сполучене Королівство і Радянський Союз погодились підписати обмежений варіант договору, який забороняв ядерні випробування на землі, в атмосфері та під водою, але не під землею. Сенат США ратифікував цей договір і згодом Кеннеді підписав відповідний закон у жовтні 1963 року. Франція миттєво відреагувала на це, заявивши, що вона буде вільно продовжувати розробки і випробування своїх ядерних озброєнь.

#### Західний Берлін
1963 рік видався для Німеччини доволі складним. Внутрішньополітична ситуація ускладнилася внаслідок дії зовнішніх чинників: Радянський Союз продовжував політику поширення свого впливу зі Сходу, Франція на чолі із де Голлем «давила» із Заходу. Також на ситуацію всередині країни негативно впливав майбутній вихід на пенсію західнонімецького канцлера, одного із головних творців німецького економічного дива, Конрада Аденауера. 26 червня Кеннеді виступив із публічною промовою у Західному Берліні, демонструючи американську прихильність до ФРН та критикуючи комунізм. Публіка зустріла промову із великим захватом.
Кеннеді використав будівництво Берлінської стіни як приклад невдач комунізму: «Свобода має багато складнощів, і демократія недосконала. Але нам ніколи не доводилось будувати стіну, аби втримувати наших людей, щоби перешкодити їм залишити нас». Промова також є загальновідомою своєю знаменитою фразою «Ich bin ein Berliner» («Я — громадянин Берліна»). Близько мільйона осіб вийшли на вулиці Західного Берліна для того, щоб привітати президента Кеннеді, а також прослухати його звернення до жителів міста.

#### Ірландія

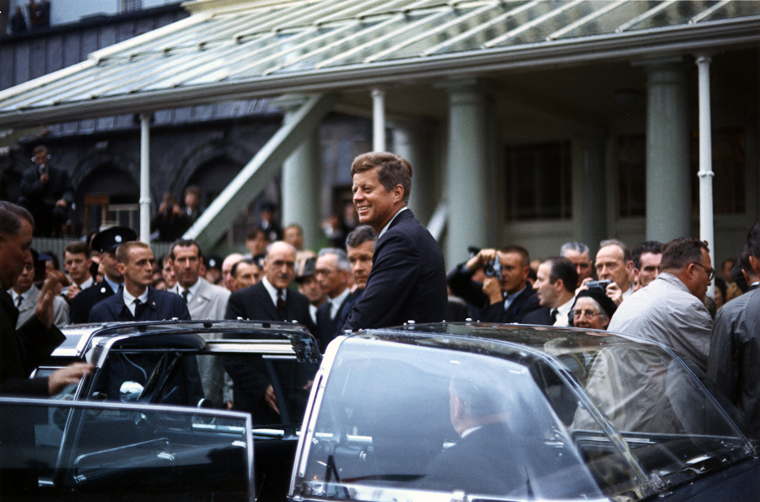
Президент Кеннеді під час візиту до Ірландії 27 червня 1963

Під час чотириденного візиту до своєї прабатьківщини Ірландії в червні 1963, Кеннеді прийняв герб від Головного Геральдиста Ірландії і отримав почесні наукові ступені в Національному університеті Ірландії та Триніті-коледжі в Дубліні. Він відвідав котедж в Дангастауні, недалеко від Нью-Росс, графство Вексфорд, де жили його предки перед еміграцією до Америки.
Він також став першим іноземним лідером, який виступив зі зверненням до обох Палат ірландського парламенту. 2006 року, ірландське Міністерство юстиції розсекретило документи, які свідчили про те, що під час візиту на Кеннеді було вчинено 3 невдалих спроби замаху, внаслідок чого було підсилено охорону.

#### В'єтнам
Ці дії можна було б зарахувати до політичних тріумфів Кеннеді. Але боротьба між двома супердержавами продовжувалась. Саме під час його президентства США втрутились у внутрішні справи В'єтнаму. В грудні 1962 року Джон Кеннеді відіслав у В'єтнам спостерігачів із метою прояснення ситуації у країні. Згідно з їхніми доповідями, громадянська війна на півдні країни продовжувалась без втручання Північного В'єтнаму, але бойовий дух американських військ, які там дислокувались, був надзвичайно низьким. Щоби завадити об'єднанню країни під владою комуністів, Кеннеді наказав відправити морську піхоту на південь країни для створення маріонеткового уряду. Так США втягнулись у тяжку та безрезультатну війну у В'єтнамі.

#### Ізраїль
У 1960 році Кеннеді заявив: «Ізраїль усе витримає і процвітатиме. Це — дитина надії і дім хоробрих. Він не може бути ні порушеним негараздами, ні деморалізованим від успіху. Він несе щит демократії і возвеличує меч свободи».
Згодом, перебуваючи на посту президента, Кеннеді ініціював створення зв'язків у сфері безпеки з Ізраїлем. Його вважають засновником американо-ізраїльського військового союзу (який буде продовжений наступними президентами). Кеннеді припинив ембарго на постачання зброї, що було накладено на Ізраїль адміністраціями Ейзенгауера та Трумена. Описуючи захист Ізраїлю, він був першим, хто ввів поняття «особливих стосунків» (як він описав його Голді Меїр) між США та Ізраїлем.
Кеннеді проголосив перші неформальні гарантії безпеки Ізраїлю в 1962 році й, починаючи з 1963 року, був першим президентом США, який дозволив продаж в Ізраїль сучасного американського озброєння (МІМ-23 Hawk), а також забезпечив дипломатичну підтримку політиці Ізраїлю, яка йшла всупереч позиціям арабських країн-сусідів.
У результаті цього новоствореного альянсу безпеки, Кеннеді також зіткнувся із напруженістю у відносинах з ізраїльським урядом щодо виробництва ядерних матеріалів в Дімоні, яке, на його думку, могло спровокувати перегони ядерних озброєнь на Близькому Сході. Після того, як існування ядерного заводу було заперечене ізраїльським урядом, Давид Бен-Гуріон заявив у своєму виступі в Кнесеті Ізраїлю 21 грудня 1960 року, що мета атомної станції в Беер-Шеві була у «дослідженні проблем посушливих територій, а також пустельної флори та фауни». Коли Бен-Гуріон зустрівся з Кеннеді в Нью-Йорку, він стверджував, що завод у Дімоні розробляється для опріснення та інших мирних цілей.
У травні 1963 року Кеннеді, в листі до Бен-Гуріона, заявив, що американська підтримка Ізраїлю може опинитися під загрозою, якщо достовірна інформація про ізраїльську ядерну програму не буде надана. Бен-Гуріон повторив попередні запевнення, що об'єкт у Дімоні нині[коли?] розроблений суто у мирних цілях. Ізраїльський уряд чинив опір інспекціям ядерних об'єктів з боку Міжнародного агентства з атомної енергії (МАГАТЕ). 1962 року уряди США та Ізраїлю погодилися щодо режиму щорічних інспекцій. Науковий аташе американського посольства в Тель-Авіві дійшов висновку, що частини об'єкта в Дімоні були тимчасово зачинені для того, щоби ввести в оману американських вчених під час перевірки.
Вже за часів адміністрації Джонсона Роджер Девіс, директор Бюро Держдепартаменту у справах Близького Сходу, дійшов висновку у березні 1965 року, що Ізраїль розробляє ядерну зброю. Він повідомив, що Ізраїль набуде ядерну зброю у період 1968—69 рр. З 1 травня 1968 року, заступник держсекретаря Ніколас Катценбах сказав президенту Джонсону, що об'єкт у Дімоні виробляв достатньо плутонію для виробництва двох бомб на рік. Держдепартамент заявив, що якщо Ізраїль хоче отримати ядерну зброю, він повинен дозволити міжнародне спостереження своєї ядерної програми. Спроби вписати пункт про приєднання Ізраїлю до Договору про нерозповсюдження ядерної зброї (ДНЯЗ) в умови контрактів на постачання американської зброї тривали протягом 1968 року.
Президента Кеннеді вважають зразком американського лібералізму.

## Загибель

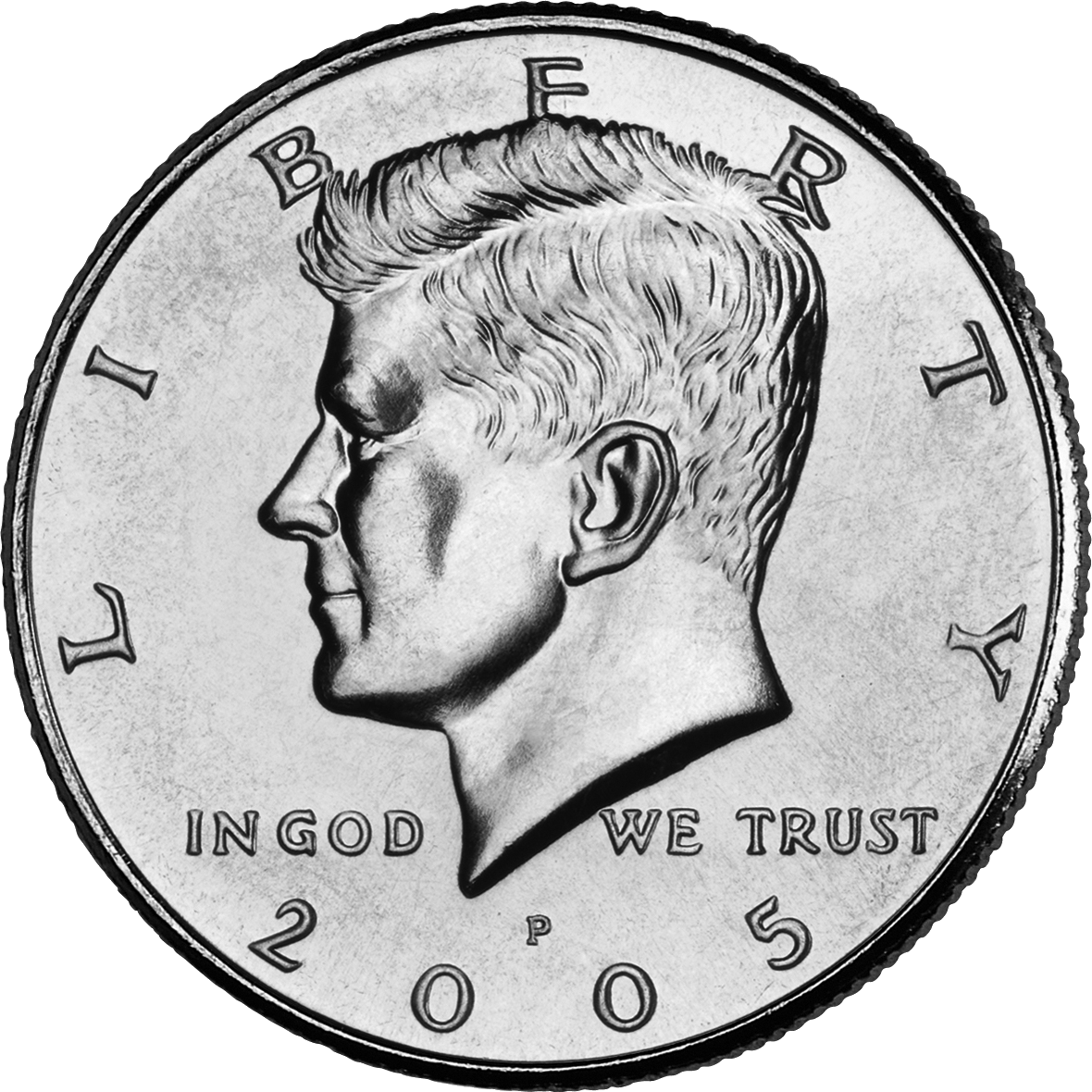
Півдолара з портретом Кеннеді

За пропозицією віцепрезидента Джонсона візит до Далласа був доданий до програми передвиборчої подорожі. На минулих президентських виборах Кеннеді у цьому штаті ледь не програв своєму супернику. Через це майбутні президентські вибори багато в чому залежали від консервативних виборців південних штатів. У штаті Техас урядом Кеннеді були особливо незадоволені. Внаслідок цього, Джонсон наполіг на візиті.
Уранці 22 листопада 1963 року президентське подружжя вилетіло на президентському літаку з військово-повітряної бази Корсуелл у Даллас. Здійснивши приземлення у даллаському аеропорті, Кеннеді з дружиною сів у куленепробивний лімузин. Президент сів на задньому сидінні праворуч, його дружина Жаклін — поряд із ним. Попереду був губернатор Техасу Джон Коннолі із дружиною. Вони повинні були проїхатись центром міста приблизно 15 км. Того дня було особливо спекотно, і Кеннеді наказав відкинути верх лімузина. Об 11:50 президентський кортеж з п'яти авто вирушив з аеропорту в напрямку міста. Після того, як автомобілі, рухаючись зі швидкістю 32 км/год, проїхали Г'юстон-стріт, вони повернули на Елм-стріт і проїхали склад шкільних підручників Техасу. У цей момент пролунали постріли. Перша куля потрапила президентові в шию ззаду і вийшла спереду з горла, друга потрапила в голову і спричинила руйнування кісток черепа в потиличній частині, а також пошкодження мозкової речовини. Крім того, був серйозно поранений губернатор штату Техас Коннолі, легке поранення отримав також один з перехожих. Кортеж президента негайно прискорився та вирушив у напрямку Парклендського госпіталю. Там Кеннеді відразу ж доправили до реанімації, де доктор Чарльз Креншоу надав Джону першу допомогу. Але всі спроби врятувати Кеннеді виявилися марними і о 13:00 було офіційно оголошено про смерть президента. Через декілька днів Лі Гарві Освальда, заарештованого за підозрою у вбивстві президента, у поліційній дільниці застрелив житель Далласа Джек Рубі, який також згодом помер у в'язниці.
Офіційна доповідь «Комісії Воррена» про розслідування обставин вбивства Кеннеді була опублікована 1964 року; згідно з цією доповіддю вбивцею президента був Освальд, і всі постріли він зробив з верхнього поверху будівлі. Якої-небудь змови, що мала на меті вбивство, згідно з доповіддю, виявити не вдалося. Офіційні дані щодо вбивства Кеннеді суперечливі й містять деяку кількість «білих плям». З приводу цієї справи існують особливо багато різних конспірологічних версій: під сумнів ставиться те, що Освальд взагалі стріляв по машині або що він був єдиним стрільцем, припускають зв'язок вбивства з різного роду великими фігурами політики і бізнесу, підозрюють також навмисне усунення свідків тощо. Одна з таких версій представлена у фільмі «JFK» Олівера Стоуна.

## Вшанування пам'яті
На честь Джона Кеннеді названі:
- Міжнародний аеропорт імені Джона Кеннеді
- Школа управління імені Джона Ф. Кеннеді
- Авіаносець «Джон Кеннеді»

### Джон Кеннеді у культурі

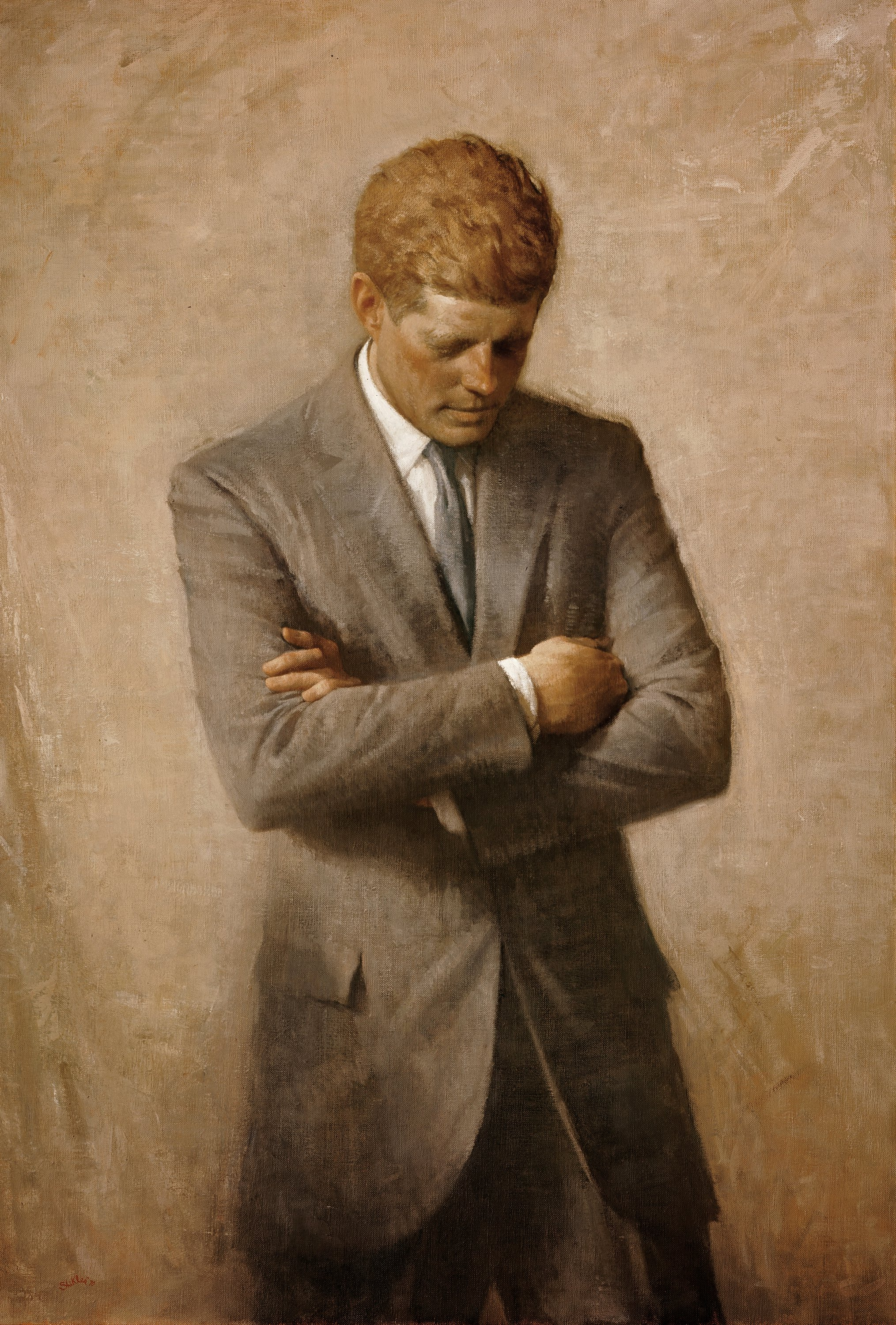
Офіційний портрет із президентської галереї Білого дому

- Про Джона Кеннеді зняті зокрема фільми: «PT 109» (1963) — про участь Кеннеді в Другій світовій війні; серіал «Кеннеді» (Kennedy, 1983); «Джон Ф. Кеннеді: Зухвала юність» (J.F.K.: Reckless Youth, 1993); «Джекі» (Jackie, 2017).
- У комп'ютерній грі Call of Duty: Black Ops присутній Кеннеді. Він з'являється в одній із місій, а наприкінці демонструють кадри із його вбивством. У ці кадри вставлено зображення протагоніста гри Алекса Мейсона, які натякають на те, що, за версією гри, Мейсон міг бути залученим до вбивства Кеннеді. Також у грі присутній режим Зомбі, в якому можна грати за Кеннеді, який захищається від натовпів зомбі.
- У комп'ютерній грі Assassin's Creed 2 присутній у «Істині», де його вбивство показують, як проєкт Dallas TX з метою отримання Частки Едему 3 тамплієрами.
- У мультфільмі «Білка та Стрілка. Зіркові собаки» Кеннеді з'являється у одному з епізодів.
- У мультсеріалі Clone High клон Кеннеді існує як персонаж.
- У квітні 2011 року відбулася прем'єра мінісеріалу Клан Кеннеді, який описує життя сім'ї Кеннеді.
- У кліпі Marilyn Manson «Coma white» обігрується вбивство Кеннеді, а роль Кеннеді виконав сам Менсон
- Роман американської письменниці Елізабет Гейдж оповідає про історію життя молодого політика, його кохання та смерті. У сюжеті очевидна паралель із Джоном Кеннеді.
- Стівен Кінг написав роман про вбивство Джона Кеннеді під назвою «11/22/63». У ній мандрівник у часі вирушає з 2012 року в 1958-ий з метою запобігти смерті президента та виправити світ. 2015 року за книгою зняли однойменний телевізійний мінісеріал.
- У другому сезоні американського серіалу «Smash», ставлять мюзикл про стосунки Джона Кеннеді та Мерилін Монро.
- Джона Кеннеді згадують у фільмі «Назад в майбутнє», коли Марті Макфлай, потрапивши у минуле, запитує у своїх предків адресу Дока, на що його дідусь відповідає «це у кварталі від Мейпл Стріт», на що Марті зі здивуванням каже «це ж алея Джона Кеннеді».
- Американський рок-музикант Лу Рід у 1982 році випустив пісню «The Day John Kennedy Died» про людину, якій сниться ніби вона стає президентом і приходить до висновку, що мріє «забути день, коли помер Джон Кеннеді».
- Британський гурт Muse використав деяку частину виступу Кеннеді до преси 27 квітня 1961 року (промова про таємні спільноти)[13] у пісні JFK + Defector з альбому Drones, на яку 3 червня 2015 року вийшов відеоряд.[14]